# Jefferson vive
 Jefferson vive  es el tercer capítulo de la quinta temporada de la serie dramática El ala oeste.

## Argumento
Continuando un angustioso capítulo en la historia de la nación, la Casa Blanca celebra el 4 de julio en medio de la crisis provocada por el ataque a Qumar. El presidente Bartlet soporta el desagradable proceso de nominar a un candidato para vicepresidente. Pero su primera elección, el Secretario de Estado Lewis Berryhill, no puede ser aprobado. Algunos miembros republicanos lo rechazan abiertamente, mientras que los demócratas consideran que sus formas rozan lo dictatorial. 
En su lugar elegirá a un congresista heterodoxo de Colorado, llamado Robert "Bingo Bob" Russell (interpretado por Gary Cole). Este, que ha sido señalado por los republicanos, tiene fama de llevarse bien con todo el mundo y le pide al presidente que su trato sea más cercano que con John Hoynes. Será elegido por ser, sencillamente, el menos malo de todos. Por su parte, Toby comenta a sus compañeros que esa misma mañana ha sido la circuncisión de uno de sus hijos. Josh, saturado con la elección del presidente, sigue en brazos de Amy Gardner y C.J. Cregg está abrumada por la confirmación del asesinato del ministro de Defensa de Qumar. 
Mientras, Zoey sigue recuperándose de su secuestro; sus padres deciden enviarla a la granja de la familia en New Hampshire para protegerla de los medios. La primera dama sigue muy enfadada con su marido, y no quiere saber nada de Leo McGarry. Los considera a ambos responsables de lo sucedido a su hija. Esta, que pretende aparentar fortaleza ante su padre, tiene un enorme trauma en su interior. Apenas es capaz de responderle a Will cuando este la entrevista para hacer un discurso para los medios.

## Comentarios
- La idea inicial de Aaron Sorkin (que, aunque ya no era guionista de la serie, seguía teniendo mucho poder) era la de colocar a William Devane (el Secretario de Estado Lewis Berryhill) como vicepresidente, por su enorme química con Martin Sheen. Finalmente se optó por una solución mucho más arriesgada.[1]

- El equipo de guionistas decidió dar un mayor protagonismo al futuro vicepresidente, Robert Russell (interpretado por Gary Cole), que a su predecesor, John Hoynes. Lo consideraban un personaje con mucho potencial.[1]

- John Spencer declaró, en una entrevista, que su personaje se hallaba más atormentado que nunca, con un personal descontento, un amigo (el presidente Bartlet) que casi había perdido a una hija y una amiga (la primera dama) a quien no podía mirar a la cara. Esto le afectó como persona. Lo que no sabía es que, poco tiempo después, iba a tener un infarto.

## Enlaces
- Enlace al Imdb (enlace roto disponible en Internet Archive; véase el historial, la primera versión y la última).
- Guía del Episodio (en inglés)
- Ficha en Imdb del actor Gary Cole